# Sven Selånger
Sven Ivan Selånger (fram till 1939 Eriksson), född 19 mars 1907 i Bergsåker i Selångers församling, Medelpad, död 9 november 1992 i Sundsvall, var en svensk backhoppare och utövare av nordisk kombination. Han tävlade också i slalom under andra halvan av 1930-talet och vann slalom-SM 1938. Han tävlade för Selångers SK.

## Karriär
Sven Selånger tävlade i Olympiska vinterspelen redan 1928 i St. Moritz, Schweiz. Han tog en femte plats i backhoppningsdelen i nordisk kombination. Sammanlagt i kombinationen blev han nummer 6 efter tre norrmän och två finnar. Under Olympiska spelen 1932 i Lake Placid startade Selånger både i nordisk kombination och i backhoppning. I backhoppningsdelen av den nordiska kombinationen kom Selånger på tredje plats. Sammanlagt i kombinationstävlingen blev han nummer 5, efter fyra norrmän.
Vid Olympiska spelen 1936 startade Sven Selånger bara i backhoppning. För första gången startade han under namnet "Selånger" som han hade tagit från platsen han kom från. Han tyckte det var för många svenskar som hette "Eriksson". Han vann en silvermedalj i backhoppstävlingen, bara 1,5 poäng efter segraren Birger Ruud, men 1,6 poäng före bronsmedaljören Reidar Andersen. OS-tävlingarna i backhoppning räknades också som världsmästerskap den gången.
Sven Selånger deltog i Skid-VM 1931 i Oberhof. Han vann en bronsmedalj i backhoppningen, efter Birger Ruud (Norge) och Fritz Kaufmann (Schweiz). I Skid-VM 1933 i Innsbruck (ett VM där Sverige blev bästa nation), vann Selånger guld i tävlingen i nordisk kombination. Han tog också en bronsmedalj i backhoppstävlingen. (Norge deltog inte i världsmästerskapen 1933.) Selånger tog sin fjärde raka bronsmedalj i VM 1941 i Cortina d'Ampezzo i Italien. Världsmästerskap hade förlagts till Norge 1940, men avbröts på grund av andra världskriget. På ett möte i Pau i Frankrike 1946 beslutade FIS att ogiltigförklara evenemangets VM-status för 1941. Medaljer delades ut, men de brukar inte räknas med i officiell statistik för världsmästerskapen i nordisk skidsport.
I VM 1934 på hemmaplan i Sollefteå tog Selånger sin tredje raka bronsmedalj i backhopptävlingen efter norrmännen Kristian Johansson och Arne Hovde.
Sven Selånger vann backhoppningstävlingen i Holmenkollen 1939. Han var den allra första icke-norrman som vunnit Holmenkollrennet. Prestationen belönades med Holmenkollenmedaljen samma år. Han tilldelades medaljen tillsammans med Lars Bergendahl och Trygve Brodahl. Holmenkollenmedaljen är en norsk medalj som har delats ut sedan 1895 till skidåkare som särskilt utmärkt sig. Medaljen anses som ett av de finaste pris en skidåkare kan få. Totalt nio svenskar har genom åren lopp erhållit medaljen. Selånger var den första icke-norrman som blev tilldelad Holmenkollenmedaljen.
Han belönades också 1939 med Svenska Dagbladets guldmedalj för förste utlänning som segrade i Holmenkollens backtävling. 
Selånger blev svensk mästare i backhoppning 8 gånger: 1928, 1931, 1933, 1935, 1936, 1938, 1939 och 1941. I nordisk kombination blev han svensk mästare 1927, 1928 och 1930. Selånger var också aktiv inom alpin skidsport och vann svenska mästerskapen i slalom i Skellefteå 1938.

## Källhänvisningar
1. ↑  "Sven Selånger". NE.se Läst 12 november 2014.